# Aisne (belga)
|  | Aquest article tracta sobre un riu belga. Si cerqueu el riu francès, vegeu «Riu Aisne». |

L'Aisne és un riu belga de 61,7 km que neix a Odeigne i que es desemboca a l'Ourthe a Bomal, a la província de Luxemburg
El riu té un desnivell apreciable: de 610 m a la font a 190 a l'aiguabarreig amb l'Ourthe en una vall molt turística amb càmpings i restaurants gastronòmics. A la vall de l'Aisne hi ha una línia tramviària històrica.
El riu rega Erezée, Amonines, Blier i la ciutat de Durbuy.